# Johan Löfstedt (bandyspelare)
Johan Löfstedt, född 10 november 1986, är en svensk bandyspelare, som spelar i  Villa Lidköping BK sedan säsongen 2018/2019.
Johan Löfstedt inledde karriären i moderklubben Vetlanda BK och spelade där fram till och med säsongen 2010/2011, då han valde att lämna för Sandvikens AIK. Under tiden i Sandviken blev Löfstedt en av Elitseriens bästa mittfältare och tog regelbundet plats i det svenska landslaget. Löfstedt fanns med i landslaget som vann guld i bandy-VM 2012 och vann samma säsong även SM-guld med Sandviken. Inför säsongen 2013/2014 återvände Löfstedt till sin moderklubb Vetlanda och skrev på för tre säsonger med sin nygamla klubb.

## Statistik
| 2005/06 | Vetlanda BK    | Allsvenskan | 19 | 10 | 0  | 10 | 0  | 0 | 0  | 0  | 19 | 10 |
| 2006/07 | Vetlanda BK    | Allsvenskan | 25 | 24 | 10 | 34 | 4  | 2 | 2  | 4  | 29 | 38 |
| 2007/08 | Vetlanda BK    | Elitserien  | 16 | 14 | 8  | 22 | 2  | 0 | 1  | 1  | 18 | 23 |
| 2008/09 | Vetlanda BK    | Elitserien  | 25 | 11 | 17 | 28 | 3  | 0 | 0  | 0  | 28 | 28 |
| 2009/10 | Vetlanda BK    | Elitserien  | 26 | 11 | 26 | 37 | 0  | 0 | 0  | 0  | 26 | 37 |
| 2010/11 | Vetlanda BK    | Elitserien  | 25 | 15 | 22 | 37 | 0  | 0 | 0  | 0  | 25 | 37 |
| 2011/12 | Sandvikens AIK | Elitserien  | 25 | 32 | 19 | 51 | 9  | 7 | 7  | 14 | 34 | 65 |
| 2012/13 | Sandvikens AIK | Elitserien  | 23 | 21 | 27 | 48 | 10 | 6 | 10 | 16 | 33 | 64 |
| 2013/14 | Vetlanda BK    | Elitserien  | 21 | 12 | 26 | 38 | 3  | 3 | 2  | 5  | 24 | 43 |